# Nenávist

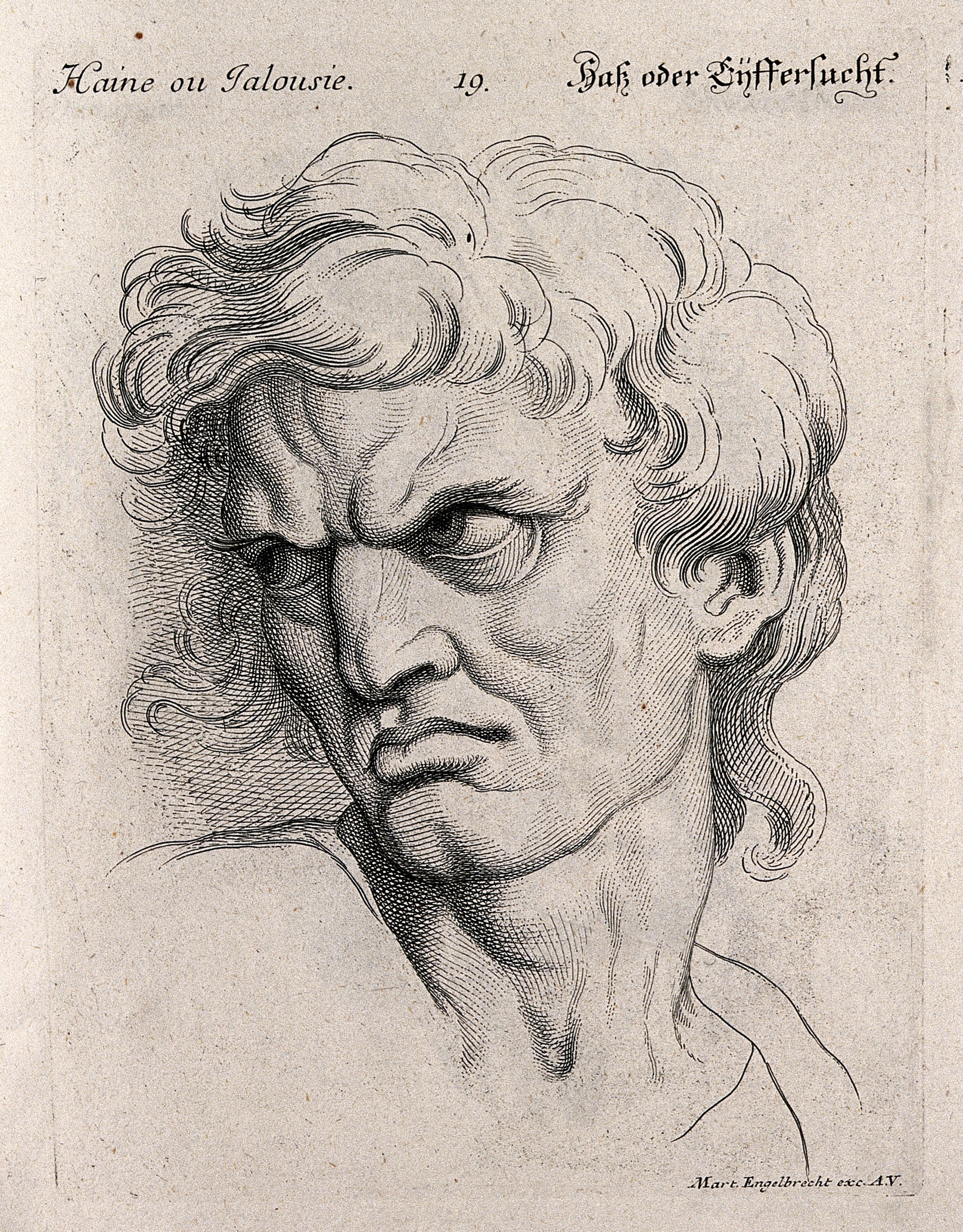
Mračící se mužský obličej vyjadřující nenávist či závist, vyryl Martin Engelbrecht dle předlohy Charlese Le Bruna

Nenávist je dlouhodobá intenzivní emoce zaměřená proti určitému objektu. Často jí předchází silný impuls, otřes, zlom v životě člověka a je udržována při životě bolestí či hněvem. Velmi výrazně ovlivňuje myšlení a jednání jedince. Objektem nenávisti se může stát jednotlivá osoba, určitá skupina osob, lidstvo, existence nebo i např. celý svět. Nenávist může vyústit do extrémního jednání - může skončit pomstou, násilím, vraždou nebo válkou.
V Senecově tragickém dramatu Médeia se tato žena střetává se zradou svého manžela Iásóna a své utrpení přiživuje, drásá si své rány a pálí veškeré mosty a pouta. Před jeho očima popraví děti, které spolu měli a zatímco on se hroutí, ona triumfuje. Podle francouzského filosofa A. Glucksmanna je to symbolicky jeden z důkazů, že nenávist je silnější než láska, neboť láska je závislá, vztahuje se k něčemu, kdežto nenávist procházející fází bolesti nic nedrží a na ničem jí nezáleží.
Nenávist je tedy opačným pólem lásky. Ten, kdo nenávidí se často neuspokojí s tím, aby nenáviděného ignoroval. Svou energii věnuje tomu, aby vymýšlel strategie, jak nenáviděnému ublížit. Nenávist je, podobně jako zamilovanost, stav, ve kterém může jedinec v extrémním případě podřídit veškeré činnosti a věnovat je jedinému cíli: v tomto případě poškodit či zničit objekt své nenávisti a to i za cenu sebedestrukce.
Jednou z příčin nenávisti je i strach. Jedinec se bojí toho, co nezná, a má strach, že ho to omezí a obere o kvality a hodnoty, které zastává.

## Psychoanalytické hledisko
V psychoanalýze definoval Sigmund Freud nenávist jako stav ega, jež si přeje zničit původce, zdroj jeho zármutku či neštěstí. Publikace Penguin Dictionary of Psychology definuje nenávist jako „hlubokou přetrvávající intenzivní emoci vyjadřující hněv a nepřátelství vůči osobě, skupině či objektu.“ Protože je nenávist svou povahou dlouhodobá, mnoho psychologů ji považuje spíše za postoj člověka, stanovisko než za dočasný emocionální stav.

## Neurologický výzkum
Neurální souvztažnosti nenávisti byly zkoumány pomocí metody magnetické rezonance, tzv. funkční magnetickou rezonancí. Během tohoto experimentu byly pokusným osobám promítány snímky lidí, které nenávidějí. Výsledky ukázaly zvýšenou aktivitu v určitých částech mozku.